# Гуринчик, Татьяна Анатольевна
Татьяна Анатольевна Гуринчик (урождённая Талаленко) (род. 2 ноября 1983 года) - мастер спорта России международного класса (хоккей с мячом), чемпионка мира (2014).

## Карьера
С двенадцатилетнего возраста играет в русский хоккей. В 1998 году впервые попала на международные соревнования - кубок мира, с этого момента ни один крупный турнир не обходился без капитана иркутского «Рекорда». Татьяна - единственная в России хоккеистка, которая выходила на лёд на всех девяти чемпионатах мира.

## Достижения

### Чемпионат мира
- 2014 

 - 2004, 2006, 2007, 2008, 2010, 2012, 2016

### Чемпионат России
- 1998, 2000, 2001, 2002, 2003, 2004, 2005, 2006, 2007, 2008, 2009, 2010, 2011, 2013, 2016, 2017 

 - 1999, 2012, 2015 

 - 2014